# Cratere Domoni
Domoni  è un cratere sulla superficie di Marte.